# Adelaide Saraceni
Adelaide Saraceni (Rosario, 25 de septiembre de 1895 - Milán, 25 de mayo de 1945) fue una de las sopranos líricas más importantes de principios del siglo xx. Su nacionalidad era argentina pero de origen italiano, país en el que desarrollo toda su carrera.

## Biografía
Adelaide Saraceni nació en Rosario (Argentina) el 25 de septiembre de 1895. Era hija de inmigrantes italianos provenientes de Orsogna (provincia de Chieti). Tras un breve periodo de estudios en Argentina,  se trasladó muy joven a Italia debido a la sugerencia de su profesor de violín le dijera a su padre que tenía una hermosa voz que desarrollar. Allí, continuó estudiando canto en el Conservatorio de Pésaro con la profesora Edvige Ghibaudo. Debutó en 1920 en el Teatro Comunale di Argenta en el papel de Rosina en El Barbero de Sevilla. Tras un período de aprendizaje en teatros provinciales, el 27 de enero de 1928 debutó en el Teatro alla Scala de Milán en el papel de Susana en Las bodas de Fígaro, logrando un importante éxito que le permitió participar en el reparto para otras siete temporadas consecutivas.
Saraceni cantó en los principales teatros italianos, como el Teatro San Carlo de Nápoles, el Teatro Carlo Felice de Génova, el Teatro Comunale de Bolonia, el Teatro La Fenice de Venecia y en la Arena de Verona. También fue importante su actividad artística en los teatros internacionales de Francia, Países Bajos, Alemania y Grecia. En la década de 1930 participó en una gira por Sudamérica, donde alcanzó el éxito personal en el Teatro Colón de Buenos Aires. Entre sus interpretaciones destacadas se encuentran La Traviata, Manon Lescaut, Madama Butterfly, Adriana Lecouvreur, L'amico Fritz y Zanetto, donde fue dirigida por el mismo autor Pietro Mascagni. Cantó con los más grandes cantantes de la época como Beniamino Gigli, Aureliano Pertile, Tito Schipa, Giacomo Lauri-Volpi, Galliano Masini, Gianna Pederzini, Claudia Muzio y directores como Gino Marinuzzi, Tullio Serafin. En cuanto a Tito Schiapa, es interesante resaltar que solo se cuenta con una grabación de una ópera completa suya grabada -Don Pasquale-, grabada en 1932 con Adelaide Saraceni.
En 1931 ofreció un concierto nocturno en Orsogna, casa de su familia, donde fue aclamada por el público.
Además de un importante número de obras del repertorio, la soprano participó en estrenos mundiales de obras de autores italianos contemporáneos como Ermanno Wolf-Ferrari, Giuseppe Pietri, Ottorino Respighi, Arrigo Pedrollo. Algunas de estas ejecuciones fueron retransmitidas por la radio del Ente Italiano per le Audizioni Radiofoniche (EIAEIAR). En la década de 1930 grabó algunas arias en el estudio de HMV Victor y dos óperas completas grabadas en 1932, Pagliacci y Don Pasquale.
Una grave enfermedad la obligó a abandonar los escenarios en el mejor periodo artístico de su carrera. Retirada del teatro, enseñó canto en Milán y su escuela estaba entre las más apreciadas, entre sus alumnos cabe mencionar a las sopranos Emilia Ravaglia y Fiorella Pediconi y al tenor Marco Berti. Falleció el 25 de mayo de 1945 en la ciudad de Milán.